# 1991-es Giro d’Italia
Az 1991-es Giro d’Italia volt a 74. olasz kerékpáros körverseny. Május 26-án kezdődött és június 16-án ért véget. Végső győztes az olasz Franco Chioccioli lett.

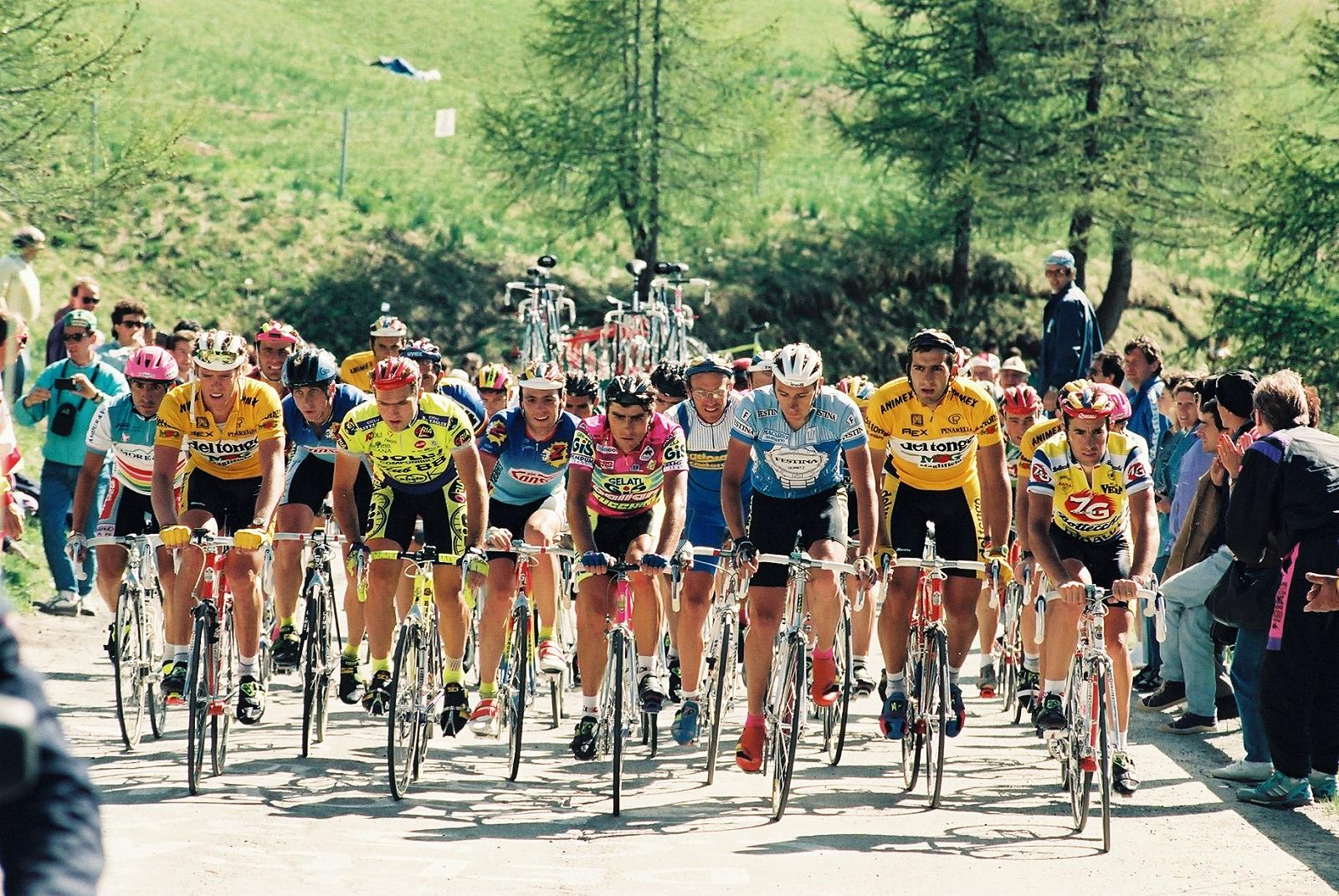
13. szakasz

## Végeredmény
|    | Versenyző                 | Idő            |
| -- | ------------------------- | -------------- |
| 1  | Franco Chioccioli         | 99 óra 35' 43" |
| 2  | Claudio Chiappucci        | + 3' 48"       |
| 3  | Massimiliano Lelli        | + 6' 56"       |
| 4  | Gianni Bugno              | + 7' 49"       |
| 5  | Marino Lejarreta          | + 10' 23"      |
| 6  | Eric Boyer                | + 11' 09"      |
| 7  | Leonardo Sierra Sepulveda | + 11' 56"      |
| 8  | Marco Giovannetti         | + 13' 03"      |
| 9  | Zenon Jaskuła             | + 18' 22"      |
| 10 | Eduardo Chozas Olmo       | + 23' 42"      |